# Kompedal Plantage
Kompedal er en smeltevandsdal. I Kompedal findes små klitter, som kaldes kytter, der er opstået ved sandfygning. På gammelt jysk kaldes en lille melbolle for kumpe, og de små høje eller kumper har givet navn til Kompedal. Desuden findes lange lave diger, skabt ved at mennesker stak kviste i sandet som fygesand hobede sig op om.
Selve dalen er beskyttet af naturbeskyttelseslovens § 3 og derfor ikke tilplantet, men ligger hen som lynghede. Af § 3-beskyttede områder rummer Kompedal Plantage 237.8 hektar hede, 25.5 hektar mose og 1.1 hektar sø, i alt 264.4 hektar til 9.8 % af plantagens areal.
På begge sider af Kompedal er der plantage, Kompedal Plantage, som er på ca. 2685 ha som forvaltes af Naturstyrelsen. I 1797 begyndte anlæggelsen af plantagen, som er Danmarks næstældste efter Alhedens Plantager. Plantagen er domineret af store nåletræsflader, løvtræbælter og større hedepartier. Bevoksningerne består hovedsagelig af rødgran som den dominerende træart, med en indblanding af arterne douglasgran, skovfyr, lærk og grandis. Der findes tre smeltevandsdale i Kompedal Plantage, Kompedal, Marskendal og Urhanedal. Et areal på 2.718 hektar i Kompedal Plantage blev i 2022 udpeget til Naturnationalpark Kompedal Plantage
Gennem Kompedal flyder Vallerbæk der munder ud i Karup Å.

## Dyreliv
I plantagen findes kronvildt, råvildt og hare. Derudover findes der dådyr, skovmår, ræv, grævling, hermelin og brud.
Der er plantet brandbælter med løvtræ i plantagen, hvilket har øget biodiversiteten. Der er en mangfoldighed af fugle: duehøg, tårnfalk og musvåge er fast ynglende, og på træk ses blå kærhøg og små falkearter. Skovdue, skovsneppe, natravn, sortspætte, grønspætte og stor flagspætte hører til plantagens faste ynglefugle. Næsten hvert år ses trane og kongeørn. Der er også kernebider, dompap, vendehals, grå fluesnapper, misteldrossel og broget fluesnapper. Om vinteren yngler lille korsnæb, ligesom rødrygget tornskade og hedelærke. I 2007 ynglede et perleuglepar i et forladt sortspættehul.
Der er mange sommerfugle og insekter. Af dagsommerfugle findes sørgekåbe, Perlemorsommerfugle, pletvinger, tidselsommerfugl, admiral, aurora, blåfugl, lille ildfugl og dukatsommerfugl.

## Planter
Den næringsfattige jord gør at floraen forholdsvis fattig. Der findes blandt andet ulvefod og guldblomme, vibefedt, soldug og benbræk, der kan ses i Kompedal. Ud over den almindelige hedelyng findes også klokkelyng og rosmarinlyng.
Der er mange af enebær især i Marskendal.

## Kompedallejren
I 1918 blev Danmarks første militærnægterlejr oprettet i Kompedal Plantage. Under 2. Verdenskrig overtog tyskerne i 1943 Kompedallejren og brugte Kompedal Plantage som øvelsesterræn. Efter krigen husede lejren flygtninge. Fra 1955 blev bygningerne igen indtaget af militærnægtere, men efter ildspåsættelse af lejren brændte den ned og blev lukket i 1978. Fra 1978 og frem til år 2000 fungerede lejren som en filial af skovskolen i Nøddebo. I dag drives den som natur- og lejrskole af Silkeborg Kommune.